# 牧野邦昭
牧野 邦昭（まきの くにあき、1977年 - ）は、日本の経済史学者、慶應義塾大学経済学部教授。専攻は近代日本経済思想史。

## 人物
筑波大学附属駒場高等学校、東京大学経済学部卒業。2008年京都大学大学院経済学研究科博士後期課程修了、「戦間期日本の「国民経済学」の系譜 『貧乏物語』を起点として」で博士（経済学）。2014年から摂南大学経済学部准教授、2020年に教授、2021年より現職。
2011年『戦時下の経済学者』で石橋湛山賞、2019年『経済学者たちの日米開戦』で読売・吉野作造賞受賞。石橋湛山研究学会世話人。

## 著書
- 『戦時下の経済学者』 中央公論新社〈中公叢書〉 2010、新版2020
- 『柴田敬 資本主義の超克を目指して　評伝日本の経済思想』 日本経済評論社 2015
- 『経済学者たちの日米開戦　秋丸機関「幻の報告書」の謎を解く』 新潮社〈新潮選書〉 2018